# أندرو أوليفر
أندرو أوليفر (بالإنجليزية: Andrew Oliver)‏ هو محامي وقاضي وسياسي أمريكي، ولد في 16 يناير 1815، وتوفي في 6 مارس 1889. حزبياً، نشط في الحزب الديمقراطي. وقد انتخب عضو مجلس النواب الأمريكي.